# 투겐타트 별장

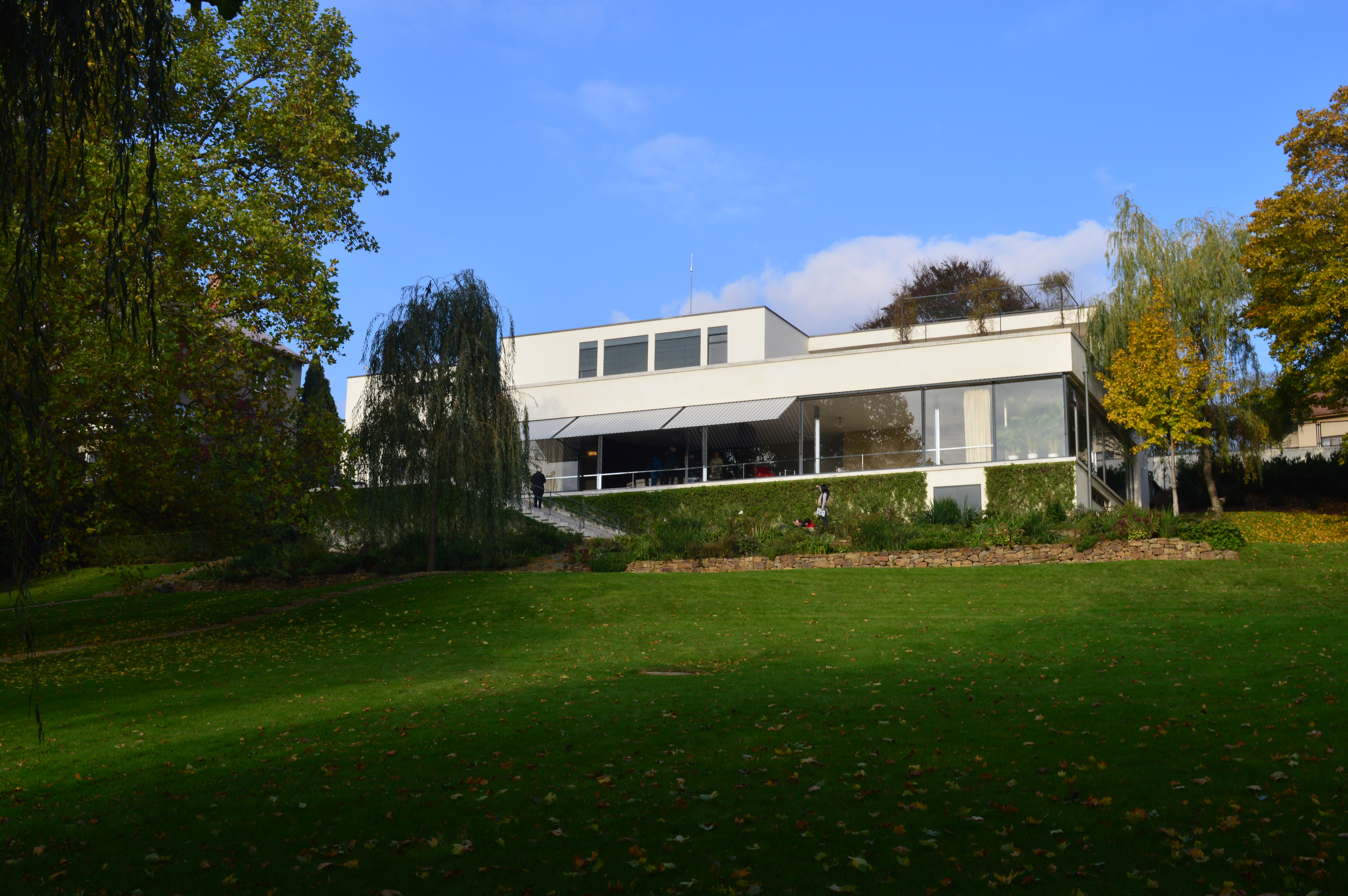
슈필베르크성

투겐타트 별장(체코어: Villa Tugendhat)은 체코 남모라바주 브르노에 건축적으로 중요한 건물이다. 이 건물은 유럽의 현대 건축의 선구적인 원형 중 하나이며, 독일 건축가 루트비히 미스 판 데어 로에와 릴리 라이히가 설계했다. 이 건물은 부유하고 영향력있는 유대계 체코 투겐타트 가문의 프리츠 투겐타트와 그의 아내 그레타를 위해 1928년과 1930년 사이에 지어졌다. 철근 콘크리트로 지어진 이 건물은 모더니즘의 상징이 되었다. 공간과 산업용 건축 자재를 혁신적으로 사용한 것으로 유명한 이 건물은 2001년 유네스코 세계유산에 등재되었다.